# Charnas
Charnas település Franciaországban, Ardèche megyében. Lakosainak száma 918 fő (2022. január 1.). Charnas Félines, Limony, Serrières, Vinzieux és Maclas községekkel határos.

## Népesség
A település népességének változása:
| Lakosok száma | 264  | 297  | 369  | 671  | 880  | 909  | 931  | 913  | 904  | 918  |
|               | 1968 | 1982 | 1990 | 2006 | 2013 | 2015 | 2017 | 2019 | 2020 | 2022 |